# Comuna Vîsoke, Mîhailivka
Vîsoke (în ucraineană Високе) este o comună în raionul Mîhailivka, regiunea Zaporijjea, Ucraina, formată din satele Rivne, Soloviivka, Suvore, Traktorne, Trudoliubîmivka, Vîsoke (reședința) și Vodne.

## Demografie
Componența lingvistică a comunei Vîsoke
     Ucraineană (79,91%)
     Rusă (19,66%)
     Alte limbi (0,42%)
Conform recensământului din 2001, majoritatea populației comunei Vîsoke era vorbitoare de ucraineană (79,91%), existând în minoritate și vorbitori de rusă (19,66%).